# Dobrivoj Rusov
Dobrivoj Rusov (ur. 13 stycznia 1993 w Trnawie) – słowacki piłkarz występujący na pozycji bramkarza w słowacki klubie Spartaka Trnawa, którego jest wychowankiem. W latach 2015–2017 występował w polskim Piaście Gliwice. Były reprezentant Słowacji do lat 21.